# George Bentham
George Bentham (Plymouth, 22 settembre 1800 – Londra, 10 settembre 1884) è stato un botanico inglese.

Fu chiamato da Duane Isely "Il primo botanico sistematico del diciannovesimo secolo".

## Formazione

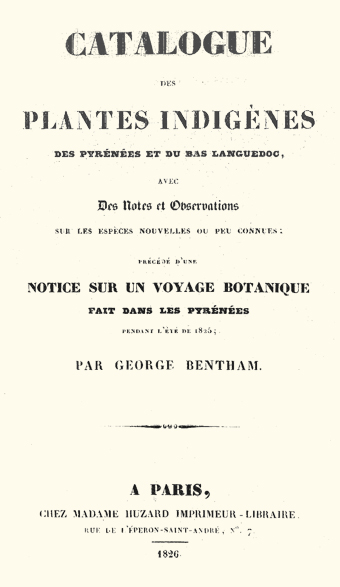
Catalogo delle piante indigene dei Pirenei e del Basso Languedoc (1826).

Nacque a Stoke, vicino a Portsmouth. Suo padre, Sir Samuel Bentham, era l'unico fratello di Jeremy Bentham. George Bentham non ricevette né una buona educazione primaria né frequentò l'università, ma ebbe fin dalla tenera età una notevole predisposizione alle lingue. Dall'età di sette anni sapeva parlare francese, tedesco e russo, e ha imparato lo svedese durante un breve soggiorno in Svezia. Alla fine della guerra con la Francia, la famiglia Bentham fece un lungo tour attraverso il paese, rimanendo due anni a Montauban, dove Bentham studiato l'ebraico e matematica nella Scuola teologica protestante. Essi si stabilirono nel quartiere di Montpellier, dove Sir Samuel aveva acquistato una grande proprietà.
George Bentham fu attratto in  quegli anni dagli studi botanici. Sposò Sarah Jones (1798-1881), figlia di Sir Jones Brydges Harford, in data 11 aprile 1833.